# Uniwersytet Meiji
Uniwersytet Meiji (jap. 明治大学 Meiji Daigaku; w skrócie: Meidai) – japońska prywatna uczelnia wyższa.

## Historia
Uczelnia została założona w 1881 roku jako Meiji Hōritsu Gakkō (Meiji Law School) przez trzech młodych prawników: Tatsuo Kishimoto (1851–1912), Kōzō Miyagi (1852–1893) oraz Misao Yashiro (1852–1891), pochodzących z lokalnych klanów feudalnych, rodzin samurajów niższej klasy. Po upadku siogunatu Tokugawów w okresie restauracji Meiji zostali oni wysłani z rodzinnych miejscowości na naukę do Tokio i Europy. Wszyscy trzej dążyli do stworzenia nowoczesnego, wolnego społeczeństwa obywatelskiego, szanowania praw jednostki i rozwoju inteligentnych młodych ludzi.
Poznali się w szkole założonej przez Ministerstwo Sprawiedliwości o nazwie Meihōryō (Meiji Law Residence, 1871–1875), która zmieniła następnie nazwę na Shihōshō Hōgakkō (Law School of the Ministry of Justice, 1875–1884). Została ona założona w celu doprowadzenia do szybkiego pozyskania młodych urzędników sądowych. Wykładowcami tam byli cudzoziemcy, m.in. francuski prawnik Gustave Boissonade (1825–1910), jeden ze współtwórców japońskiego nowoczesnego systemu prawnego. 
Założona przez trzech prawników Szkoła Prawa miała działać zgodnie z ówczesną francuską filozofią edukacyjną opartą na poszanowaniu wolności i praw obywatelskich. Szkoła borykała się z problemami finansowymi, podejmowano próby podporządkowania jej Uniwersytetowi Cesarskiemu lub połączenia z innymi prywatnymi uczelniami. Mimo tych problemów w 1920 roku uzyskała status uniwersytetu o nazwie Uniwersytet Meiji. 
Szkoła doznała znacznych zniszczeń podczas trzęsienia ziemi w Kantō w 1923 roku. W 1928 roku odbyła się uroczystość z okazji zakończenia całkowitej odbudowy.

## Struktura organizacyjna
Meiji mieści się w centrum Tokio, składa się z czterech kampusów: Surugadai, Izumi, Ikuta i Nakano. Dzieli się na następujące jednostki organizacyjne: 10 szkół kształcących na poziomie licencjackim, 12 szkół magisterskich, cztery profesjonalne szkoły wyższe oraz stowarzyszone gimnazja i licea.

### Szkoły I stopnia (Undergraduate Schools)
- Szkoła Prawa
- Szkoła Handlu
- School of Business Administration
- Szkoła Informacji i Komunikacji
- Szkoła Globalnych Studiów Japońskich
- Szkoła Interdyscyplinarnych Nauk Matematycznych
- Szkoła Nauk Politycznych i Ekonomii
- Szkoła Rolnictwa
- Szkoła Sztuki i Literatury
- Szkoła Nauk Ścisłych i Technologii

### Szkoły II stopnia (Graduate Schools)
- Szkoła Prawa
- Szkoła Handlu
- School of Business Administration
- Szkoła Nauk Politycznych i Ekonomii
- Szkoła Sztuki i Literatury
- Szkoła Nauk Ścisłych i Technologii
- Szkoła Rolnictwa
- Szkoła Informacji i Komunikacji
- Szkoła Nauk Humanistycznych
- Szkoła Zaawansowanych Nauk Matematycznych
- Szkoła Globalnych Studiów Japońskich
- School of Global Governance

## Znani absolwenci
- Takeo Miki, premier w latach 1974–1976
- Tomiichi Murayama, premier w latach 1994–1996